# Crossotonotidae
Famille

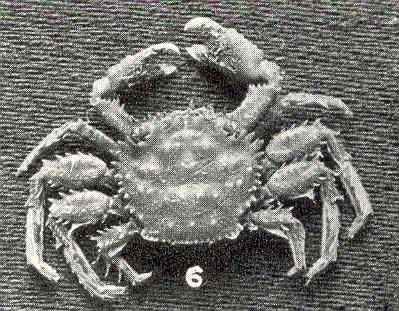
Manella spinipes mâle

Les Crossotonotidae sont une famille de crabes. Elle comprend six espèces actuelles et une fossile dans deux genres.

## Liste des genres
- Crossotonotus A. Milne-Edwards, 1873
- Pleurophricus A. Milne-Edwards, 1873

## Référence
- Moosa & Serène, 1981 : Observations on the Indo-West-Pacific Palicidae (Crustacea: Decapoda) with descriptions of two new subfamilies, four new general and six new species. Marine Research in Indonesia, vol. 22, p. 21–66.

## Sources
- Ng, Guinot & Davie, 2008 : Systema Brachyurorum: Part I. An annotated checklist of extant brachyuran crabs of the world. Raffles Bulletin of Zoology Supplement, n. 17, p. 1–286.
- De Grave & al., 2009 : A Classification of Living and Fossil Genera of Decapod Crustaceans. Raffles Bulletin of Zoology Supplement, n. 21, p. 1-109.